# قاسم‌آباد (انار)
قاسم آباد، روستایی از توابع بخش انار شهرستان رفسنجان در استان کرمان ایران است.

## جمعیت
این روستا در دهستان حسین‌آباد قرار دارد و براساس سرشماری مرکز آمار ایران در سال ۱۳۸۵، جمعیت آن زیر سه خانوار بوده‌است.